# Ferdinand Lion
Ferdinand Lion (* 11. Juni 1883 in Mülhausen, Elsass; † 21. Januar 1968 in Kilchberg, Kanton Zürich) war ein Schweizer Journalist und Schriftsteller.

## Leben
Lion studierte Geschichte und Philosophie in Strassburg, München und Heidelberg, lernte während eines Aufenthalts in Paris André Gide kennen und war während des Ersten Weltkriegs als Journalist tätig, unter anderem beim „Neuen Merkur“. Seit 1917 mit Thomas Mann, später auch mit Alfred Döblin befreundet, wurde er nach Kriegsende Lektor beim Ullstein Verlag in Berlin, Mitarbeiter der Neuen Rundschau und schrieb Opernlibretti, unter anderem für Eugen d’Albert und Paul Hindemith. 1933 emigrierte er in die Schweiz, war 1937/1938 Redakteur der Zeitschrift Mass und Wert, lebte während des Zweiten Weltkriegs in Frankreich und kehrte 1946 nach Zürich zurück. Neben belletristischen Werken schrieb Lion literaturwissenschaftliche, historische und philosophische Abhandlungen, unter anderem Lebensquellen der deutschen Metaphysik (1960).

## Werke
Libretti
- Revolutionshochzeit. Oper. Musik: Eugen d’Albert. UA 1919
- Der Golem. Musikdrama (Oper). Musik: Eugen d’Albert. UA 1926
- Cardillac. Oper. Musik (1925/26): Paul Hindemith. UA 1926

Essays
- Geschichte biologisch gesehen. Max Niehans, Zürich 1935
- Romantik als deutsches Schicksal. Rowohlt,  Stuttgart/Hamburg 1947
- Lebensquellen französischer Metaphysik. (Aus dem Französischen von Ruth Gillischewski, Ausstattung Hans Hermann Hagedorn). Claassen & Goverts, Zürich 1949
- Geist und Politik in Europa. Verstreute Schriften aus den Jahren 1915–1961. Wallstein Verlag, ISBN 3-89244-141-3